# 姚鼐
姚鼐（1732年1月17日—1815年10月15日），字姬传，一字梦穀，齋号惜抱轩，世称惜抱先生，安徽桐城人（今属枞阳县）。清朝文学家，桐城派重要作家，进士出身。與方苞、 劉大櫆合稱桐城三祖。

## 生平
《清史稿·文苑》有傳。
姚鼐有學生方东树，写《汉学商兑》反对戴震学派。方逐條反驳汉学，说汉学是“屠酤计帐”。

## 評價
部分学者認為姚鼐為桐城派古文的重要作家，在其中的地位最高。他继承了同乡方苞、刘大櫆、姚范的古文之学，成为桐城派散文的集大成者，对桐城派的文学理论也有所补充发展。他既扩大了方苞的“义法”说，主张“义理、考据、詞章”三者的统一，又继承发扬了刘大櫆的“神气”说，提出了“神、理、气、味”与“格、律、声、色”相统一的理论；同时，还总结概括历代文章的风格论，发展了“阳刚阴柔”相反相成的美学观。著有《惜抱轩全集》等，所编《今體詩鈔》、《古文辞类纂》，皆流传极广。其散文简洁严整，纡徐明润，代表作有《登泰山记》、《袁随园君墓志铭》、《游媚笔泉记》等。
姚鼐其文，从方苞、刘大櫆、归有光上溯于唐宋八大家，而与欧阳修、曾巩之文相近，简洁清淡，纡徐要渺。
姚鼐與戴震共修四庫全書時，欲事戴為師遭到拒絕，姚鼐於是攻擊戴學“破碎不通”，甚至罵戴將“身滅絕嗣，此殆未可以為偶然也”。

## 著作
著有九经说十七卷，老子、庄子章义，惜抱轩文集二十卷、诗集二十卷，三传补注三卷，法帖题跋二卷、笔记四卷。
《惜抱轩全集》中的88卷包括了文集16卷、后集10卷，诗集10卷，又有《法帖题跋》、《左传补注》、《国语补注》、《公羊传补注》、《穀梁传补注》、《九经说》、《老子章义》、《庄子章义》等。所辑文总集《古文辞类纂》、诗选集《五七言今体诗钞》，世以为精当，然前者流传更广。

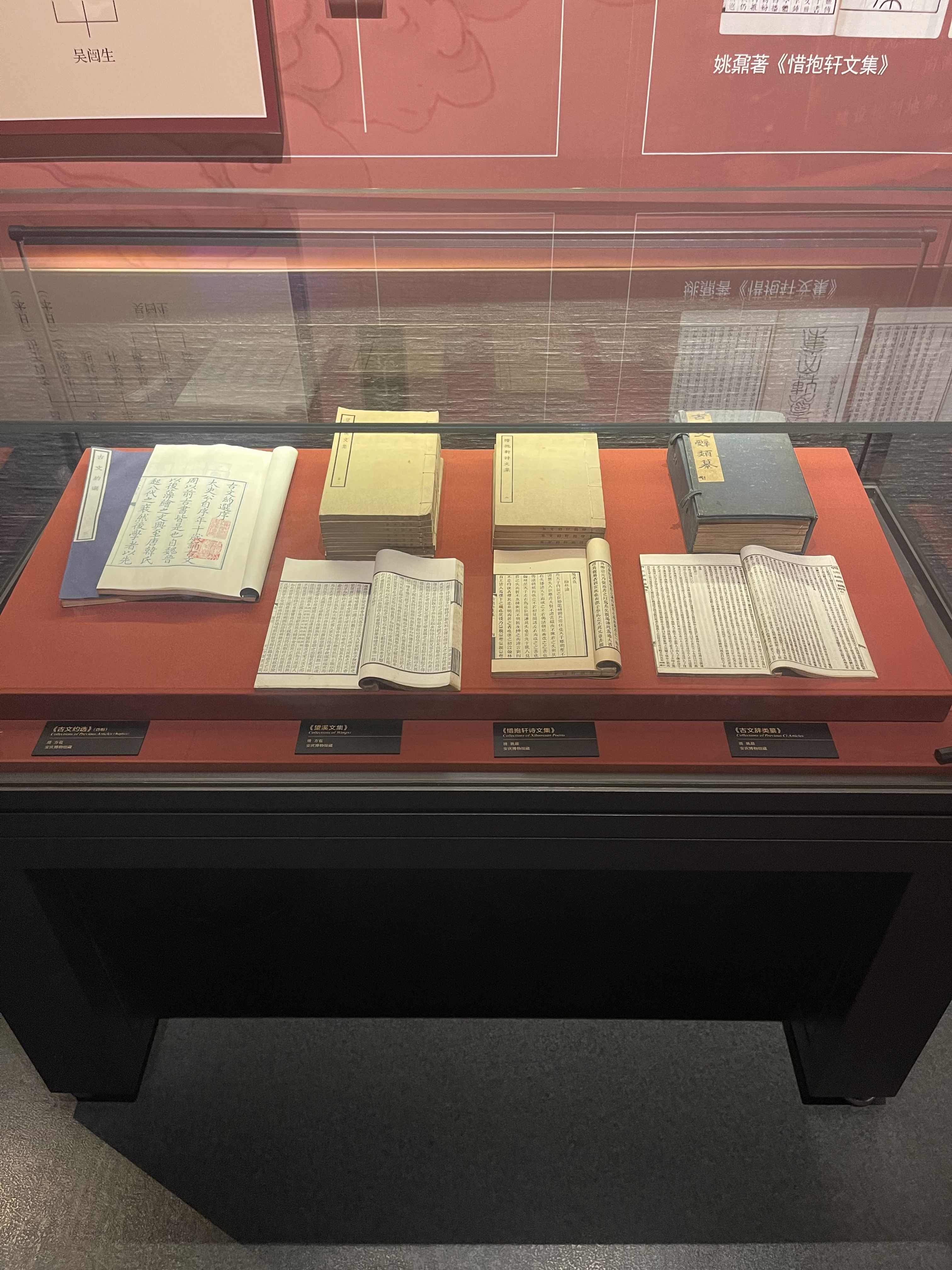
姚鼐部分著作

## 延伸阅读
[在维基数据编辑]
 在维基文库阅读此作者作品（ 在维基共享资源阅览影像）
 《清史稿·卷272》
 《清史稿·卷485》，出自趙爾巽《清史稿》